# Little Whelnetham
Little Whelnetham est un village et une paroisse civile du Suffolk, en Angleterre.